# Красноборський (Ленінградська область)
Красноборський (рос. Красноборский) — селище Бокситогорського району Ленінградської області Росії. Входить до складу Радогощинського сільського поселення.
Населення — 23 особи (2012 рік). 